# Provinz Girona
Die Provinz Girona (spanisch Gerona) ist die nordöstliche und flächenmäßig kleinste der vier Provinzen der spanischen autonomen Region Katalonien. Ihre Hauptstadt ist die Stadt Girona.

## Lage
Die Provinz grenzt – beginnend im Norden, im Uhrzeigersinn – an Frankreich (Département Pyrénées-Orientales), das Mittelmeer sowie an die katalanischen Provinzen Barcelona und Lleida.

## Verwaltungsgliederung

### Comarcas

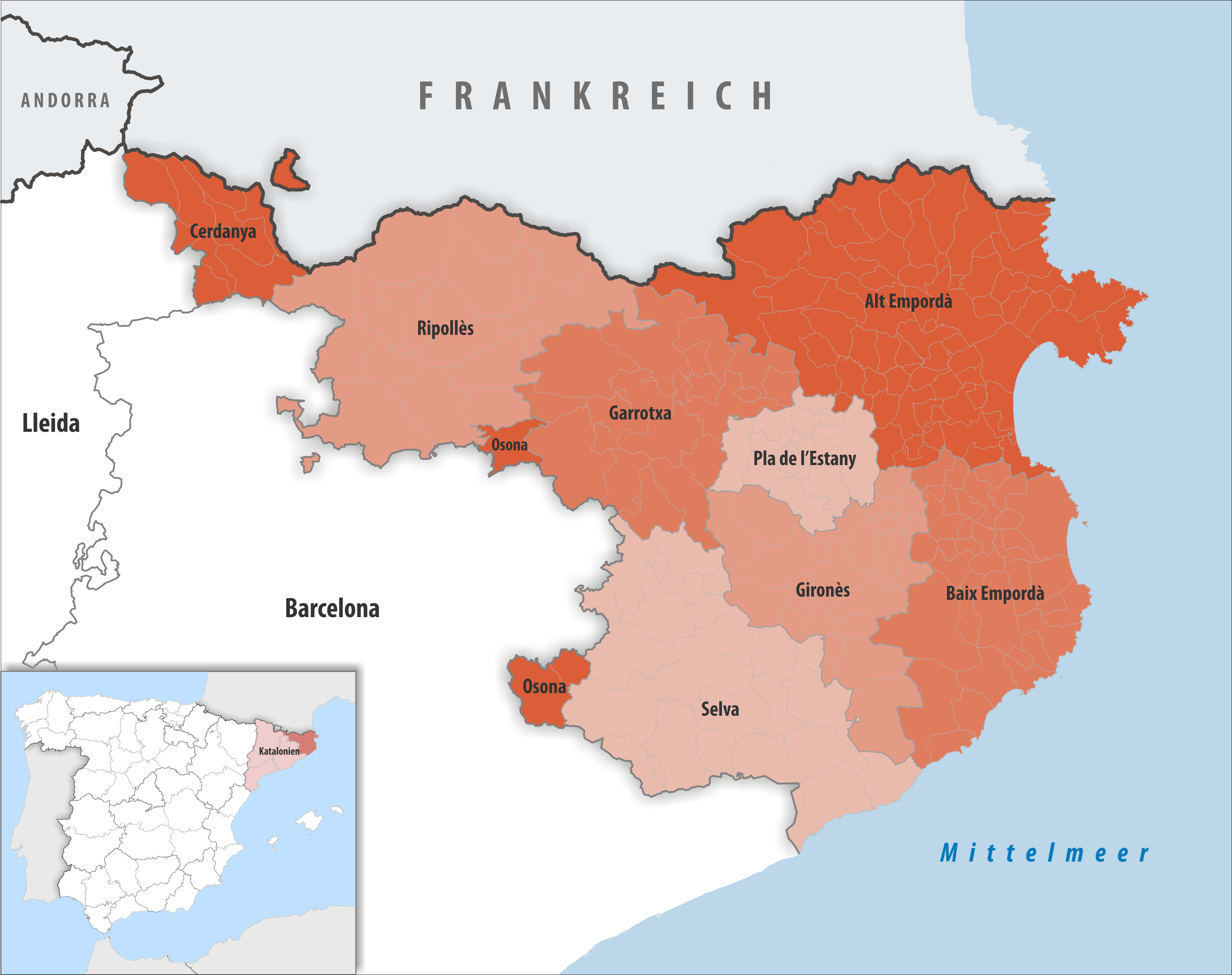
Comarcas in der Provinz Girona

| Comarca         | Gemeinden | Einwohner (2024) | Fläche km² | Dichte Einw./km² | Hauptort                |
| --------------- | --------- | ---------------- | ---------- | ---------------- | ----------------------- |
| Alt Empordà     | 68        | 148.856          | 1.358,61   | 110              | Figueres                |
| Baix Empordà    | 36        | 144.112          | 702,40     | 205              | La Bisbal d’Empordà     |
| Cerdanya        | 11        | 16.303           | 250,59     | 65               | Puigcerdà               |
| Garrotxa        | 21        | 62.481           | 733,80     | 85               | Olot                    |
| Gironès         | 27        | 206.168          | 576,18     | 358              | Girona                  |
| Osona           | 3         | 1.595            | 102,93     | 15               | Vic                     |
| Pla de l’Estany | 11        | 33.478           | 263,34     | 127              | Banyoles                |
| Ripollès        | 19        | 25.766           | 957,84     | 27               | Ripoll                  |
| Selva           | 25        | 184.193          | 964,14     | 191              | Santa Coloma de Farners |
| Provinz Girona  | 221       | 822.952          | 5.909,83   | 139              | Girona                  |

### Gerichtsbezirke

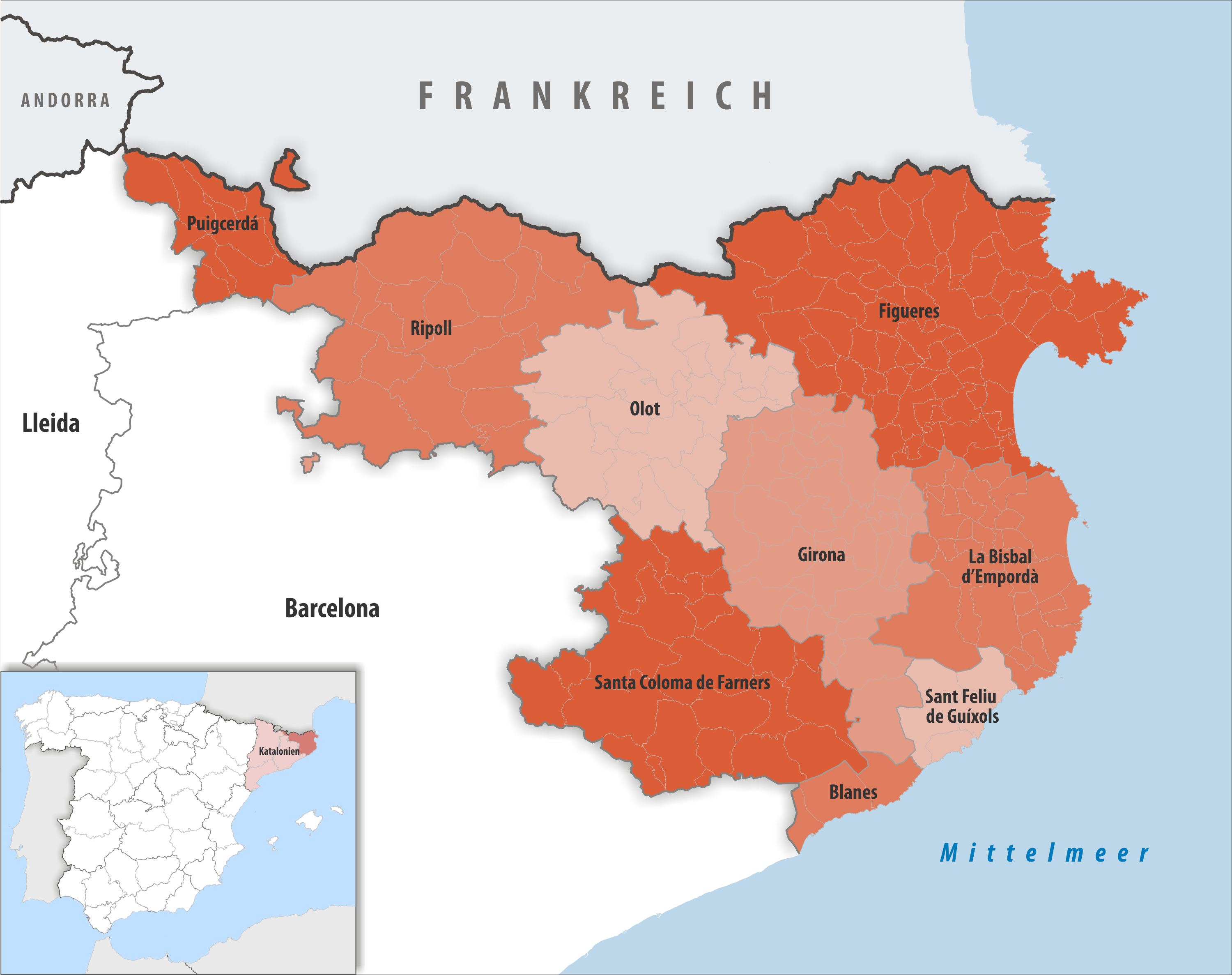
Gerichtsbezirke in der Provinz Girona

| Gerichtsbezirk          | Gemeinden | Einwohner (2024) | Fläche km² | Dichte Einw./km² | Hauptquartier           |
| ----------------------- | --------- | ---------------- | ---------- | ---------------- | ----------------------- |
| La Bisbal d’Empordà     | 32        | 89.899           | 562,92     | 160              | La Bisbal d’Empordà     |
| Blanes                  | 3         | 91.072           | 104,69     | 870              | Blanes                  |
| Figueres                | 68        | 148.856          | 1.358,61   | 110              | Figueres                |
| Girona                  | 38        | 239.646          | 839,52     | 285              | Girona                  |
| Olot                    | 21        | 62.481           | 733,80     | 85               | Olot                    |
| Puigcerdà               | 11        | 16.303           | 250,59     | 65               | Puigcerdà               |
| Ripoll                  | 20        | 25.935           | 992,60     | 26               | Ripoll                  |
| Sant Feliu de Guíxols   | 4         | 54.213           | 139,48     | 389              | Sant Feliu de Guíxols   |
| Santa Coloma de Farners | 24        | 94.547           | 927,62     | 102              | Santa Coloma de Farners |
| Provinz Girona          | 221       | 822.952          | 5.909,83   | 139              | Girona                  |

## Größte Orte
Stand: 2024
| Gemeinde                | Spanischer Name         | Einwohner |
| ----------------------- | ----------------------- | --------- |
| Girona                  | Gerona                  | 107.032   |
| Figueres                | Figueras                | 48.875    |
| Lloret de Mar           | Lloret de Mar           | 42.600    |
| Blanes                  | Blanes                  | 42.198    |
| Olot                    | Olot                    | 38.822    |
| Salt                    | Salt                    | 33.904    |
| Palafrugell             | Palafrugell             | 24.300    |
| Sant Feliu de Guíxols   | San Felíu de Guíxols    | 23.050    |
| Banyoles                | Bañolas                 | 20.599    |
| Roses                   | Rosas                   | 20.362    |
| Palamós                 | Palamós                 | 18.651    |
| Santa Coloma de Farners | Santa Coloma de Farners | 13.657    |
| Castelló d’Empúries     | Castellón de Ampurias   | 12.981    |
| Torroella de Montgrí    | Torroella de Montgrí    | 12.521    |
| Calonge                 | Calonge                 | 12.316    |
| Castelló d’Empúries     | Castellón de Ampurias   | 12.163    |
| La Bisbal d’Empordà     | La Bisbal del Ampurdán  | 11.683    |
| Cassà de la Selva       | Cassá de la Selva       | 10.943    |
| Ripoll                  | Ripoll                  | 10.692    |
| L’Escala                | La Escala               | 10.429    |
| Puigcerdà               | Puigcerdà               | 10.008    |

Kleinste Gemeinde ist La Vajol mit 96 Einwohnern.